# Daimler Buses
Daimler Buses, auparavant EvoBus, est une entreprise allemande qui construit des bus et cars sous les marques Mercedes-Benz et Setra. Le groupe possède aussi la marque de service OMNIplus.

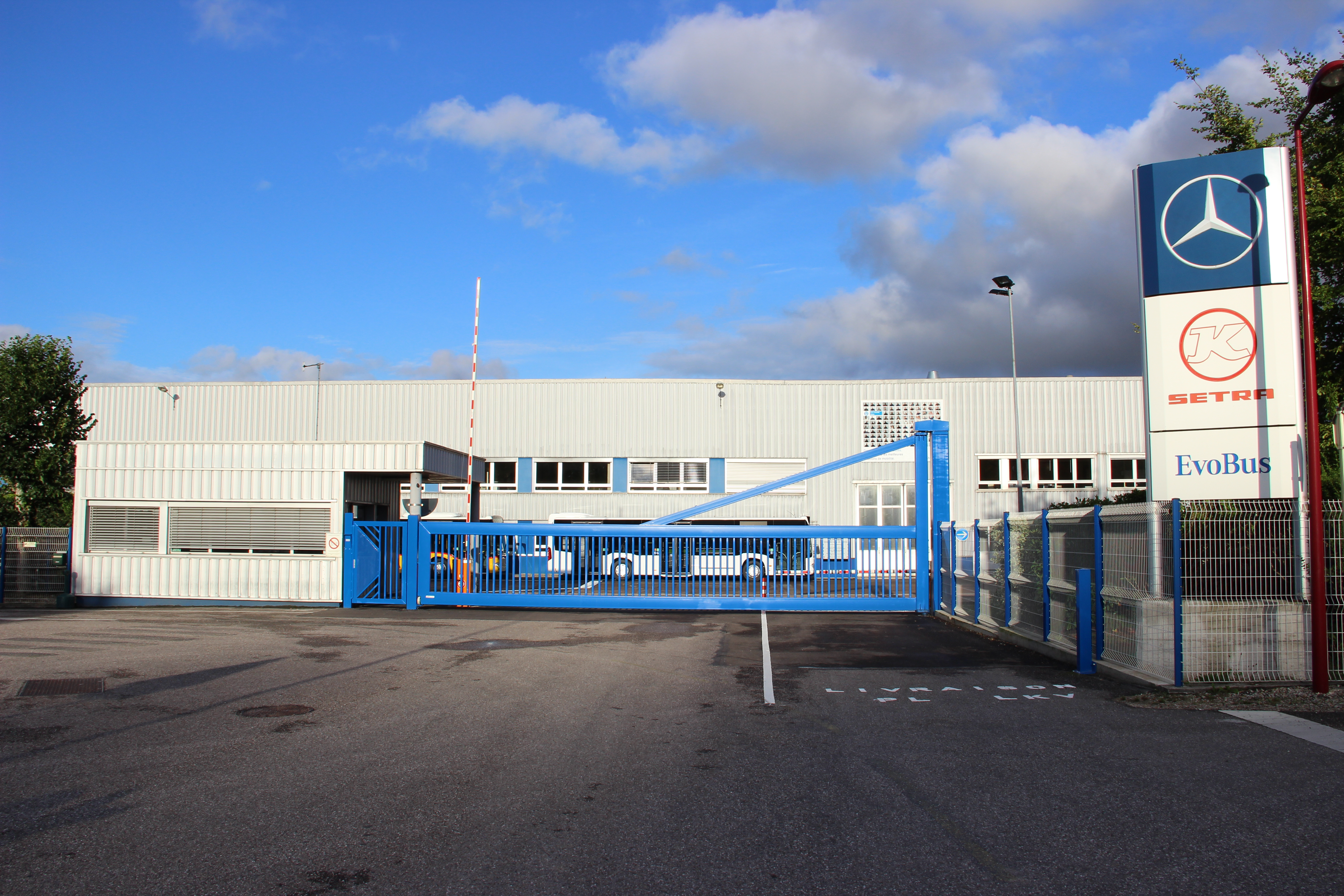
Usine d'assemblage de Ligny-en-Barrois (Meuse)

## Histoire
C'est en février 1995 que la fusion entre Mercedes-Benz Autocars et Setra prend forme. À cette époque EvoBus emploie 9 340 employés en Europe et détient des usines à Mannheim, Ulm/Neu-Ulm et à Ligny-en-Barrois. Le premier car EvoBus est construit en 5 648 exemplaires.
Puis en 1996, des filiales internationales sont créées en France, en Espagne, au Portugal, au Royaume-Uni et aux Pays-Bas. La même année, la marque de service OMNIplus est créée.
En 1997 débute la commercialisation des bus Mercedes-Benz Citaro et NEBUS, ce dernier fonctionnant à l'hydrogène. En 1998, le centre de production de Sámano (en Espagne) ouvre ses portes. Commence aussi une coopération avec le fabricant de minibus Karl Koch.
En 1999, la société tchèque produisant des structures à Holýšov en République tchèque est créée. La même année, l'atelier de carrosserie et du centre de développement du système de KTL (protection de la carcasse par Cataphorèse) est restructuré à Mannheim. Enfin, l'entreprise se lance dans les cars de luxe avec la première mondiale du Mercedes-Benz Travego.

### Années 2000
En 2000, EvoBus fête ses cinq ans. La première pierre est posée au centre de Mannheim. Dans l'usine de Sámano, en Espagne, sont produits les premiers châssis. La même année, il y a la première mondiale du châssis du Mercedes-Benz OC500. Le Citaro est élu bus de l'année, avec 3 000 exemplaires de châssis construits[réf. nécessaire]. Enfin, un nouveau minibus hybride apparaît, le Cito.
Le Setra TopClass 400 a le droit à sa première mondiale en 2001. Ce modèle sera élu « Car de l'année », et le Mercedes-Benz Cito « Bus of the Year » (« bus de l'année »)[réf. nécessaire]. Au total, sur cette année, 75 000 Setra seront livrés. 
À Mannheim se déroule la commission de la nouvelle assemblée pour l'année 2002. Le « programme de succès d'EvoBus » fait ses débuts. Cette année marque aussi la réalisation d'une coentreprise en participation avec les bus Caetano au Portugal.
2003 est une année assez importante. Tout d'abord, EvoBus Gmbh augmente son équipe de gestion et prend un rôle stratégique de gestion dans des affaires mondiales de bus de DaimlerChrysler’s. Dix villes européennes reçoivent et mettent en service 30 Citaro à pile à combustible. En outre, EvoBus succède le bâtiment de châssis pour des bus d'aéroport. Une nouvelle première mondiale a lieu : celle du Setra ComfortClass 400. Enfin, l'ESP (programme électronique de stabilité) est présenté aux acheteurs potentiels.
Durant l'année 2004, 10 000 Mercedes-Benz Citaro et 10 000 Tourismo sont vendus depuis le début de la production[réf. nécessaire]. À Mannheim apparaît une nouvelle halle de livraison des véhicules. EvoBus, qui a 10 600 employés, ouvre son quarante-deuxième ServiceCenter.
En 2006, la famille Citaro s'agrandit avec le lancement de nouvelles versions : le Citaro K (midibus remplaçant le Cito) et le Citaro LE (versions Ü, MÜ). Pour remplacer la première génération du Citaro apparaît le Citaro Facelift.
Un Citaro G Facelift allongé, le Mercedes-Benz CapaCity, est lancé dès 2007. La même année, le Citaro est élu « Bus of the Year 2007 ». Les Tourismo II et Intouro sont lancés. Le deuxième est le remplaçant du Conecto H ; il existe en deux versions, ligne et scolaire, et en deux longueurs, 12 et 13 mètres (disponible sur le marché français et italien).
Pour 2008, le « Facelift » du Travego est présenté à l'IAA de Hanovre en octobre (version présentée avec « Active Break Assist », un système d'assistance au freinage d'urgence). Le Tourismo RH est également présenté au salon Autocars Expo de Nice.

### Années 2010

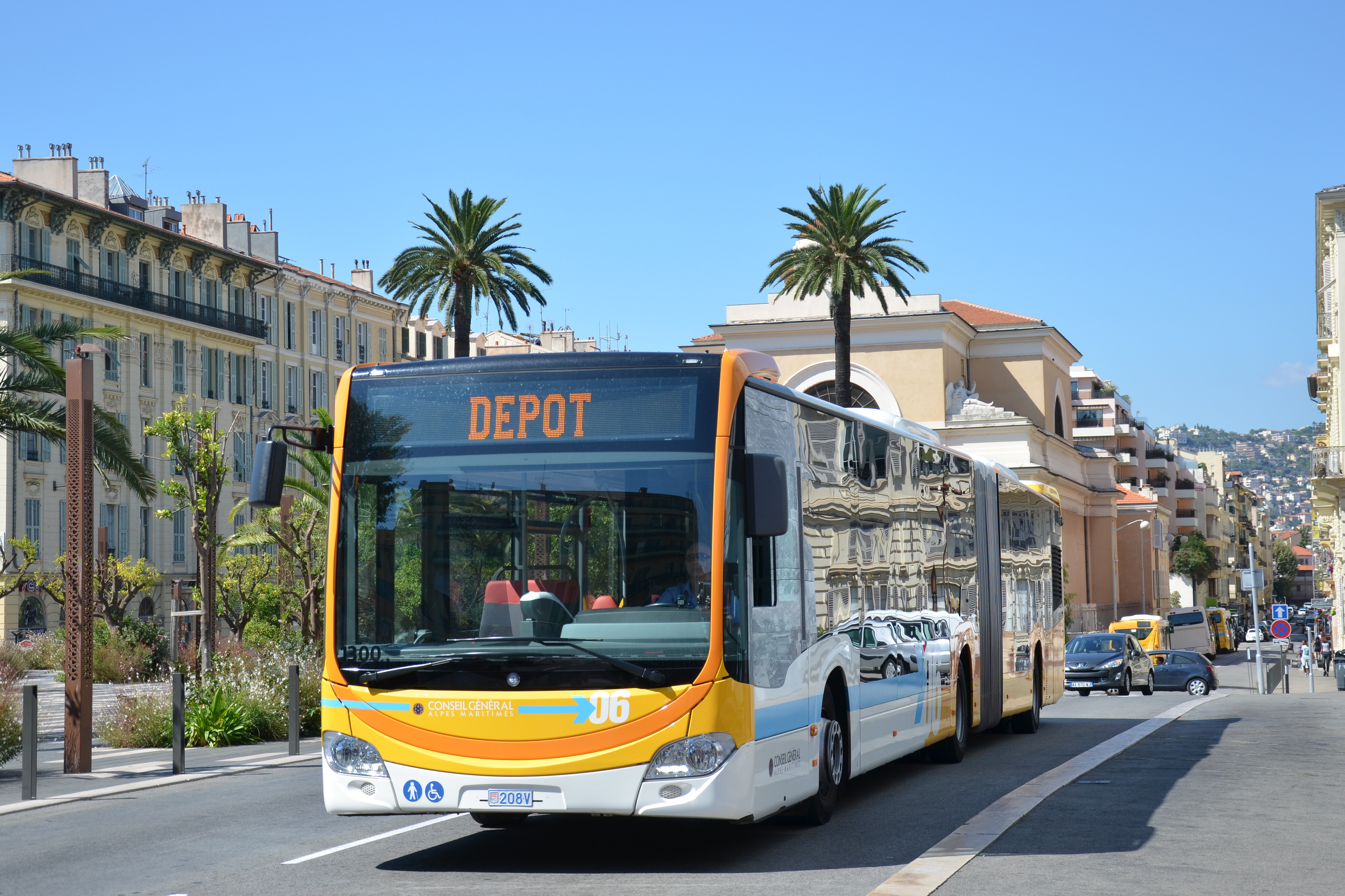
Mercedes-Benz Citaro G C2 sur la Promenade des Arts à Nice.

En 2011 est lancé le nouveau Citaro, baptisé Citaro C2. Il s'agit de la version EURO 5, qui sera remplacée par l'EURO 6 dès 2013. Pour cette dernière, un carénage apparaît à l'arrière.
En 2014, 40 000 Mercedes-Benz Citaro ont été produits. Le 40 000e Citaro est un Citaro GÜ C2 exploité aujourd'hui par les Voyages Emile Weber. Il s'agit d'une double célébration, avec 20 000 minibus/minicars produits. Le 20 000e véhicule produit est un Sprinter City 65 exploité aujourd'hui par Sandfærhus Parkering.
Le nouveau Mercedes-Benz CapaCity est lancé en 2015.

### Années 2020
Le 1er décembre 2021, à la suite de la scission de Daimler AG en Mercedes-Benz Group et Daimler Truck, EvoBus devient Daimler Buses en 2023.
En 2023, l'entreprise est rebaptisée Daimler Buses.